# ハーレムもの
ハーレムものとは、1人のキャラクターに対し、数多くの異性キャラクターが恋愛対象として対置されている設定のフィクション作品を指す。ドリーム小説によく見受けられる。また、男性同性愛を題材としたやおい・ボーイズラブ作品において、他の男性キャラクターに対して常に「受け」（受動的・女性的な役割）を担う男性キャラクターを「総受け」と呼ぶが、このキャラクターが全員から好かれている状況をハーレム状態と呼ぶ場合もある。

## 特徴
主人公である1人の男性(女性)キャラクターに対して多数の異性キャラクターが対置され、多くの場合は大勢の異性が1人の男性(女性)に対して好意を抱く。主人公はハーレムを構成する異性全員と平等に付き合うのが基本であるが、物語が進むにつれて特定の1人と正式なカップルになる場合も少なくない。
一般的に、詩劇や物語において登場人物が特定の性別に大きく片寄る傾向は古くからあり、女性群像劇において華を添える脇役(男性:黒一点)や男性群像劇における女性役(紅一点)などがあるが、ハーレムものでは多くの場合、1人の男性主人公に複数の魅力的な女性が絡むシチュエーションが基本設定である。逆に、1人の女性主人公に複数の魅力的な男性が絡むシチュエーションを逆ハーレムものと呼ぶこともある。設定は同一でもコメディ要素に乏しければ、恋愛物として扱われることが多い。

## 経緯
日本の少年向けの漫画・アニメには「バトルもの」「恋愛もの」という2つの人気系列が存在したが、バトルものについては「正義対悪」という構図ではなく、多数の勢力が入り乱れて闘うバトルロイヤルものが台頭するようになり、それと対置される形で恋愛ものについても（男性の）主人公に対してメインヒロインにあたる女性が1人配置されている作品より、多数の女性が配置されるハーレムものが目立つようになった。漫画の『セキレイ』のように、ハーレムものとバトルロイヤルものを混成した形式もみられる。
一般向け作品では、ハーレムものの男性主人公は性的に奥手な性格として描かれることが多いが、これは男性読者が主人公に同一化しやすいようにするためである。しかし、性的描写の制約がゆるい青年向け作品では大胆な性格として描かれる場合も多く、直接的な性的描写が可能である成人向け作品では複数の女性と同時に肉体関係を結ぶことすらいとわない性格として描かれる場合が散見される。
2010年代にヒットしたなろう系作品は主人公がチートと呼べる強大な力を使って活躍した結果、複数人から好意を寄せられ、ハーレムを形成していることがよくある。このジャンルの傾向は「満たされない欲求を補うこと」「欲望充足型コンテンツ」と表現され、現代の若者の潜在的な不満を見出せるかもしれないといわれ、パターン化された理由は努力すると感情移入できない、むしろ努力して必ず成功する方がファンタジーだと述べられている。
物語の伏線を単純化するため、男性主人公には同性の友人が少ない（皆無もしくは登場しない）という状況を設定することが多く、同様の理由により男性主人公は没個性的で受動的に描かれる傾向にあり、これは「空虚な中心」と表現されることがある。
一方、主人公が女性の物語であるハーレム設定では、自分がいくら多くの男性から求愛されたとしても同性の友人がいない、あるいは嫌われているという状況設定は女性誌上などで理想とされる広義の「モテ」に該当しなくなるため、主人公以外は同性の存在しない環境設定の物語が好まれる。

## 主な作品

### ハーレム
- 天地無用![13]
- ラブひな[13]
- To LOVEる -とらぶる-[14]
- セキレイ (漫画)[14]
- エルフェンリート[15]
- 杏花天[16]
- ごくせん（原作）[2]
- 花ざかりの君たちへ[2]
- IS 〈インフィニット・ストラトス〉[2]
- ちりとてちん[2]